# Dorian Bubeqi
Dorian Bubeqi est un footballeur albanais né le 26 octobre 1978 à Kavajë. Il évolue au poste d'attaquant devenu entraîneur.